# آخرین کتاب جهان
آخرین کتاب جهان (به انگلیسی: The Last Book in the Universe) نام کتابی از رودهن فیلبریک و در ژانر علمی تخیلی است.

## داستان
در پادآرمانشهر ما، مدت‌هاست که جز چند پیرمرد، کسی کتاب را به یاد نمی‌آورد، پیرمرد ما در دنیایی که در آن ذهن‌نماها واقعیت را برای مردم ترسیم می‌کنند، سعی دارد که خاطرات را بر روی کاغذ بیاورد، او کتاب را برای مردمان «آینده» می‌نویسد، مردمانی که شاید روزی دوباره دلشان کتاب بخواهد.
آینده، مفهومی عجیب برای غشی است، او که دمخور بنگرهاست، تا زمانی که با پیرمرد روبرو نشده بود، فقط می‌توانست به زمان حال فکر کند و چیزی که در لحظه می‌خواست.
غشی، خرده ریزهای پیرمرد را برمی‌دارد، اما می‌گذارد کتابش را نگاه دارد.
یک روز به غشی که که به عنوان یک طفل سرراهی، زمانی برای خود ناپدری و نامادری‌ای داشت، اطلاع داده می‌شود که خواهر ناتنی‌اش در حال مرگ است. او مدت‌هاست که خواهرش را ندیده، چون ناپدری‌اش از ترس اینکه دخترش هم مثل او غشی شود، غشی را طرد کرده‌است.
غشی تصمیم می‌گیرد که به هر قیمتی شده، خواهر ناتنی‌اش را ببیند، اما در دنیای هراسناکی که در موردش گفتیم، سفر به جایی که خواهر زندگی می‌کند، بسیار خطرناک است، اینجاست که رایتر به صورت تصادفی با غشی راهی سفری شگفت‌انگیز می‌شود.